# Domat/Ems
 Domat/Ems (retoromană: Domat) este o comună cu cca. 7000 de locuitori, situată în districtul Imboden din cantonul Graubünden, Elveția. Denumirea localității se datorează celor două limbi care se vorbesc în regiune, Domat fiind în retoromană, iar Ems în germană. Comuna are patru biserici care au fost construite în perioade istorice diferite, cea mai veche dintre ele fiind Sogn Pieder (Sankt Peter).

## Economie
Cea mai mare parte din populație lucrează la firma Ems-Chemie, patronul ei de odinioară având relații strânse cu politicianul Christoph Blocher. Astfel firma a obținut o cale ferată proprie, Domat/Ems fiind unul dintre centrele industriale importante din canton.

## Limbile vorbite
| Limbi in Domat/Ems GR |                    |                    |                    |                    |                    |                    |
| Limbi                 | Recensământul 1980 | Recensământul 1980 | Recensământul 1990 | Recensământul 1990 | Recensământul 2000 | Recensământul 2000 |
| Limbi                 | Număr              | Procente           | Număr              | Procente           | Număr              | Procente           |
| germană               | 3450               | 55,06 %            | 4403               | 68,35 %            | 4670               | 73,29 %            |
| retoromană            | 1846               | 29,46 %            | 1016               | 15,77 %            | 704                | 11,05 %            |
| italiană              | 766                | 12,22 %            | 629                | 9,76 %             | 471                | 7,39 %             |
| Locuitori             | 6266               | 100 %              | 6442               | 100 %              | 6372               | 100 %              |